# Xã Stroud, Quận Monroe, Pennsylvania
Xã Stroud (tiếng Anh: Stroud Township) là một xã thuộc quận Monroe, tiểu bang Pennsylvania, Hoa Kỳ. Năm 2010, dân số của xã này là 19.213 người.